# Herman Tomasson
Herman Tomasson var en svensk träskulptör verksam på 1600-talet.
Tomasson var verksam i nuvarande Norsjö socken i Västerbotten. Det uppges i handlingar att han vid 23 års ålder begav sig till Stockholm för att utbilda sig till bildhuggare. Enligt en bevarad familjetradition skulle han överträffat sin handledare vid skulpteringen av en uggla vilket fick till följd att han fruktade för sitt liv. Han flydde från Stockholm och slog sig först ner i Umeåtrakten där han var verksam som smed och bössmakare innan han slutligen flyttade åter till Norsjö socken. Han var enligt uppgift far till 19 barn, men denna uppgift går inte att kontrollera eftersom kyrkböckerna gått förlorade genom en brand i Skellefteå. Tomasson är representerad med två skurna självporträtt vid Zakrisgården i Norsjö. 